# 尹乃菁
尹乃菁（1967年3月12日—），臺灣記者、時事評論員及廣播節目主持人。她曾於News98主持節目《世界一把抓》、《今晚亮菁菁》。2016年底，她改於鳳凰衛視擔任其專職新聞評論員。2019年6月10日，她改於飛碟電台主持《飛碟午餐》。近年開始與趙少康於Yahoo TV主持政論節目《鄉民來衝康》，也是少康戰情室的固定來賓。

## 家人
她的父親來自江蘇鎮江，於1949年隨中華民國政府遷台；她父親生有三男三女，長子與長女都留在中國大陸，她則出生於臺北，是她父親最晚出生的女兒。

## 爭議
2025年3月12日，尹乃菁在TVBS政論節目少康戰情室中針對「陸配亞亞事件」發表相關評論：「今天身為一個陸配，我沒有在TikTok上面講話的自由嗎？有主張台獨的言論自由，為什麼沒有主張有可能武統的言論自由呢？民進黨怎麼可以惡劣到這樣的地步？」事件背景是大陸配偶「亞亞」因利用社群媒體帳號「亞亞在台灣」發表支持中國大陸對台灣展開軍事行動之言論，移民署因此依法廢止亞亞在台依親居留許可。雙方言論均引發討論。

## 演出作品

### 電視劇
| 年份   | 播放平台      | 片名            | 導演                                               | 飾演   | 備註                          |
| 2021年 | YouTube、公視 | 《國際橋牌社2》 | 汪怡昕、林世章、孫大軍                             | 尹乃菁 | 客串BTV新聞台午晚報時段製作人 |
| 2025年 | 公視          | 《零日攻擊》    | 洪伯豪、蘇奕瑄、趙喧、吳季恩、劉易、羅景壬、林志儒 | 黃亦君 |                               |

## 外部連結
- 尹乃菁博客
- YouTube上的尹乃菁時間 / 尹乃菁 播放列表
- YouTube上的同鞋會 / 蘭萱 × 尹乃菁 播放列表
- YouTube上的趙少康×尹乃菁觀點 / 趙少康 × 尹乃菁播放列表
- 赵少康尹乃菁贴身热舞 （页面存档备份，存于）
- 飛碟電台DJ-尹乃菁簡介 （页面存档备份，存于）
- 台北表演藝術中心行政法人董事長制與課責問題之研究__臺灣博碩士論文知識加值系統 （页面存档备份，存于）